# Culturele Unie Suriname
De Culturele Unie Suriname (CUS) is een Suriname organisatie die zich richt op de bevordering van cultuur.
De CUS is een unie van Hindoestaanse sociaal-culturele verenigingen die in de jaren 1960 in Suriname een actief netwerk vormden. De unie werd op 26 juli 1970 opgericht met het doel om cultuur te bevorderen, met name de Hindoestaanse, en de belangen te behartigen van de aangesloten verenigingen. Bij de oprichting waren 24 verenigingen lid, tijdens het driejarige jubileum in 1973 inmiddels 43. De CUS onderneemt jaarlijks een groot aantal initiatieven. Terugkerend zijn onder meer het aandragen van nieuwe voordrachten voor een van de ereordes en het jaarlijks aansteken van de Suriname Dia op het Onafhankelijkheidsplein.

## Voorzitters
- 1970-1973: K. Sitaram[2]
- 1973-?: Harold Ramdhani
- ? 2011: Asis Gajadien[7]
- 2011-2014: Ashwin Adhin[7]
- 2014-heden (stand 2024): Anil Manorath[8]